# Кідовакі Мая
Кідовакі Мая (нар. 17 травня 1969) — колишня японська тенісистка.
Найвищу одиночну позицію світового рейтингу — 68 місце досягла 4 листопада 1991, парну — 34 місце — 2 березня 1992 року.
Здобула 6 одиночних та 2 парні титули.
Найвищим досягненням на турнірах Великого шолома було 3 коло в одиночному розряді.
Завершила кар'єру 1994 року.

## Фінали турнірів WTA

### Парний розряд: 2 (2 перемоги)
| Результат | Ранг | Дата     | Турнір     | Покриття | Партнерка   | Суперниці                  | Рахунок       |
| --------- | ---- | -------- | ---------- | -------- | ----------- | -------------------------- | ------------- |
| Перемога  | 1.   | Кві 1991 | Japan Open | Тверде   | Емі Фрейзер | Йоне Каміо Кідзімута Акіко | 6–2, 6–4      |
| Перемога  | 2.   | Кві 1993 | Japan Open | Тверде   | Їда Ей      | Лі Фан Кього Нагацука      | 6–2, 4–6, 6–4 |

## Фінали ITF
| турніри $50,000 |
| турніри $25,000 |
| турніри $10,000 |

### Одиночний розряд: 11 (6–5)
| Результат | Ранг | Дата              | Турнір              | Покриття | Суперниця       | Рахунок       |
| --------- | ---- | ----------------- | ------------------- | -------- | --------------- | ------------- |
| Перемога  | 1.   | 5 липня 1987      | ITF Літчфілд, США   | Ґрунт    | Стефані Фолкнер | 6–3, 6–1      |
| Поразка   | 2.   | 9 серпня 1987     | ITF Ліван, США      | Тверде   | Шон Стаффорд    | 3–6, 3–6      |
| Перемога  | 3.   | 25 жовтня 1987    | ITF Ібаракі, Японія | Тверде   | Мідзокуті Мікі  | 6–4, 6–1      |
| Поразка   | 4.   | 10 листопада 1987 | ITF Мацуяма, Японія | Тверде   | Сузанна Вібово  | 3–6, 3–6      |
| Перемога  | 5.   | 23 жовтня 1988    | ITF Куросіо, Японія | Тверде   | Такаґі Тамака   | 6–1, 6–3      |
| Перемога  | 6.   | 30 жовтня 1988    | ITF Ібаракі, Японія | Тверде   | Окада Сіхо      | 6–2, 6–2      |
| Перемога  | 7.   | 5 листопада 1988  | ITF Саґа, Японія    | Трава    | Чень Лі         | 6–4, 3–6, 6–3 |
| Поразка   | 8.   | 13 листопада 1988 | ITF Мацуяма, Японія | Тверде   | Кіміко Дате     | 3–6, 4–6      |
| Поразка   | 9.   | 14 листопада 1988 | ITF Кіото, Японія   | Тверде   | Кіміко Дате     | 5–7, 6–4, 4–6 |
| Перемога  | 10.  | 1 жовтня 1989     | ITF Кофу, Японія    | Тверде   | Хіракі Ріка     | 7–5, 6–0      |
| Поразка   | 11.  | 7 листопада 1993  | ITF Саґа, Японія    | Трава    | Їда Ей          | 2–6, 5–7      |

### Парний розряд: 12 (7–5)
| Результат | Ранг | Дата              | Турнір                          | Покриття | Партнерка        | Суперниці                            | Рахунок       |
| --------- | ---- | ----------------- | ------------------------------- | -------- | ---------------- | ------------------------------------ | ------------- |
| Перемога  | 1.   | 4 серпня 1986     | ITF Чатем, США                  | Тверде   | Енн Гросбек      | Коллін Карні Лусіана Корсато-Овсянка | 6–3, 6–4      |
| Перемога  | 2.   | 8 листопада 1987  | ITF Саґа, Японія                | Тверде   | Їда Ей           | Окамото Куміко Наоко Сато            | 7–6, 3–6, 9–7 |
| Перемога  | 3.   | 15 листопада 1987 | ITF Кіото, Японія               | Тверде   | Їда Ей           | Дзюнко Кімуро Хідзірі Накадзака      | 6–2, 6–2      |
| Поразка   | 4.   | 11 липня 1988     | ITF Штутгарт, Західна Німеччина | Ґрунт    | Їда Ей           | Лінда Барнард Аманда Кетцер          | 6–3, 3–6, 4–6 |
| Поразка   | 5.   | 16 жовтня 1988    | ITF Тіба, Японія                | Тверде   | Сато Наоко       | Яюк Басукі Їда Ей                    | 2–6, 6–7      |
| Поразка   | 6.   | 24 жовтня 1988    | ITF Ібаракі, Японія             | Тверде   | Паулетте Морено  | Кіміко Дате Хосокі Юко               | 4–6, 6–4, 7–9 |
| Перемога  | 7.   | 6 листопада 1988  | ITF Саґа, Японія                | Трава    | Сато Наоко       | Кіміко Дате Хосокі Юко               | 6–4, 7–5      |
| Поразка   | 8.   | 13 листопада 1988 | ITF Мацуяма, Японія             | Тверде   | Кадзіта Ясуйо    | Кіміко Дате Хосокі Юко               | 5–7, 6–3, 5–7 |
| Перемога  | 9.   | 25 вересня 1989   | ITF Тіба, Японія                | Тверде   | Їда Ей           | Белінда Кордвелл Джулі Річардсон     | 7–6, 6–4      |
| Перемога  | 10.  | 15 жовтня 1989    | ITF Нагасакі, Японія            | Тверде   | Їда Ей           | Кейт Макдоналд Такаґі Тамака         | 6–2, 3–6, 6–2 |
| Поразка   | 11.  | 2 листопада 1992  | ITF Матіда, Японія              | Трава    | Інгелісе Дрігейс | Джулі Річардсон Мішелл Джаггерд-Лай  | 3–6, 5–7      |
| Перемога  | 12.  | 7 листопада 1993  | ITF Саґа, Японія                | Трава    | Їда Ей           | Ендо Мана Наоко Савамацу             | 6–2, 3–6, 6–2 |